# Luis Tosar

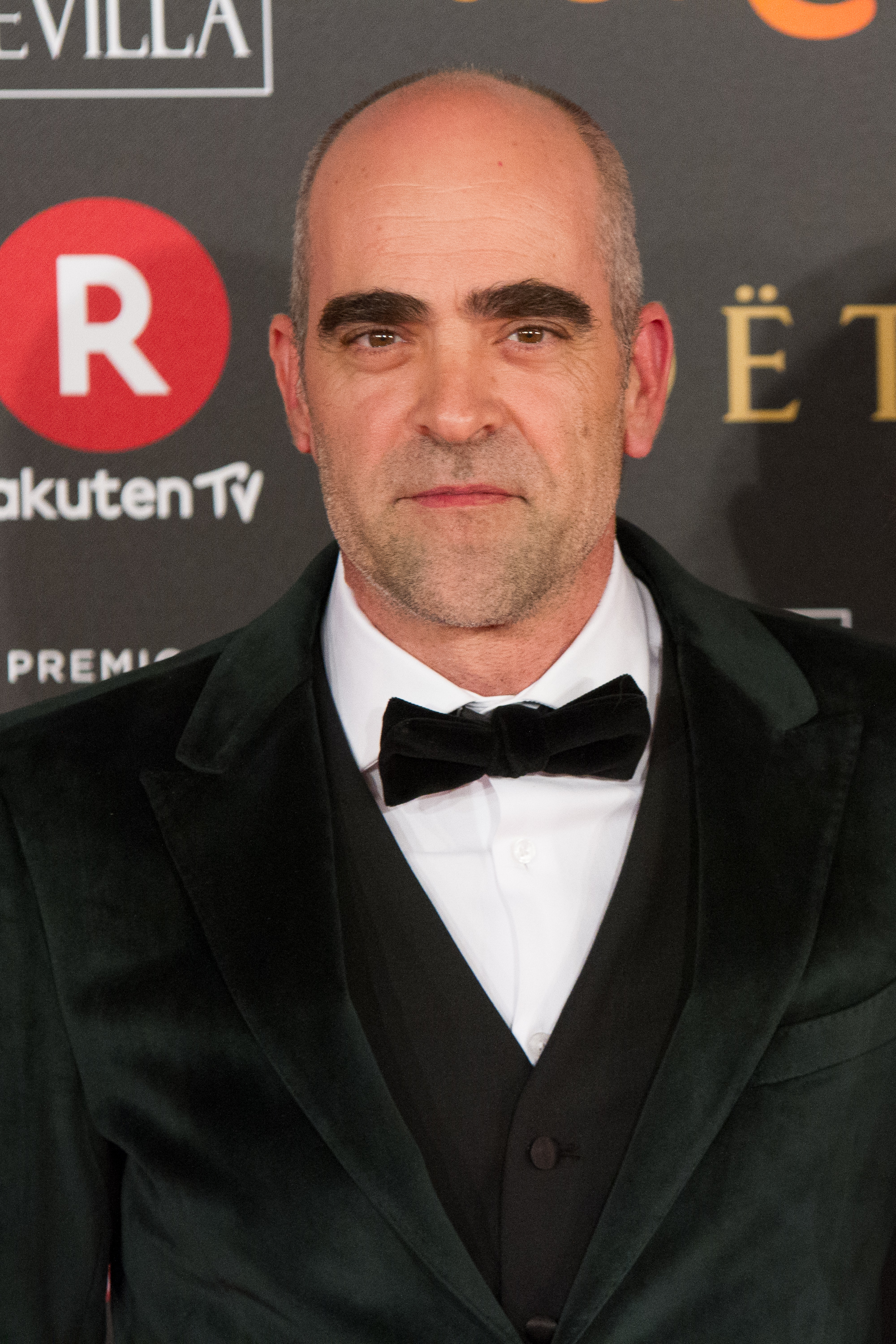
Luis Tosar (2018)

Luis López Tosar (* 13. Oktober 1971 in Lugo, Galicien) ist ein spanischer Schauspieler, der zahlreiche Auszeichnungen gewonnen hat.

## Leben
Luis Tosar wurde am 13. Oktober 1971 in der Provinzhauptstadt Lugo geboren und wuchs in dem kleinen Dorf Xustás im Kreis Cospeito in der Provinz Lugo auf. Erste Bekanntheit erreichte er 1998 in der Serie Mareas Vivas des galicischen Fernsehsenders Televisión de Galicia. Für seine Arbeit als Schauspieler hat er zahlreiche Preise gewonnen, darunter dreimal den spanischen Filmpreis Goya.
Neben seiner Arbeit als Schauspieler ist Luis Tosar Sänger und Gitarrist der Band „Di Elas“, die im März 2012 ihr erstes Album veröffentlichte.

## Filmografie (Auswahl)
- 1999: Blumen aus einer anderen Welt (Flores de otro mundo)
- 2001: Sin noticias de Dios
- 2002: Semana Santa – Die Bruderschaft des Todes (Semana Santa)
- 2002: Montags in der Sonne (Los Lunes al Sol)
- 2003: Öffne meine Augen (Te doy mis ojos)
- 2003: The Carpenter's Pencil (El lápiz del carpintero)
- 2006: Cargo
- 2006: Miami Vice (spanischer Titel: Corrupción en Miami)
- 2009: The Limits of Control
- 2009: Zelle 211 – Der Knastaufstand (Celda 211)
- 2010: Und dann der Regen (También la lluvia)
- 2010: 18 Comidas – 18 Mahlzeiten (18 comidas)
- 2011: Sleep Tight (Mientras duermes)
- 2012: Galaicia
- 2013: Que pena tu Familia
- 2013: A Night in Old Mexico
- 2014: Os fenómenos
- 2014: El Niño
- 2014: Musarañas
- 2014: Murieron por encima de sus posibilidades
- 2015: Little Galicia
- 2015: A cambio de nada
- 2015: Anrufer unbekannt (El desconocido)
- 2015: Ma Ma – Der Ursprung der Liebe (Ma ma)
- 2016: Jeder gegen jeden (Cien años de perdón)
- 2016: 1898. Los últimos de Filipinas
- 2016: Toro – Pfad der Vergeltung (Toro)
- 2016: Einer gegen alle – Trau niemals einem Dieb (Plan de Fuga)
- 2018: Gun City (La sombra de la ley)
- 2020: Die Schergen des Midas (Los Favoritos de Midas, Miniserie, 6 Folgen)
- 2020: Sky High (Hasta el cielo)
- 2021: Crime Game
- 2021: Maixabel – Eine Geschichte von Liebe, Zorn und Hoffnung (Maixabel)
- 2022: Codewort: Kaiser
- 2022: En los márgenes
- 2023: Sky High: Die Serie
- 2023: Ultimatum – Die Bombe tickt (Todos los nombres de Dios)
- 2023: Fate Game – ein Schuss genügt (Fatum)
- 2024: Zorro (Fernsehserie)
- 2024: Der Kurier (El Correo)

## Auszeichnungen (Auswahl)
- Goya
  - 2000: Nominierung Bester Nachwuchsdarsteller für Blumen aus einer anderen Welt
  - 2003: Bester  Nebendarsteller für Montags in der Sonne
  - 2004: Bester Hauptdarsteller für Öffne meine Augen
  - 2010: Bester Hauptdarsteller für Zelle 211 – Der Knastaufstand
  - 2016: Nominierung Bester Hauptdarsteller für Anrufer unbekannt